# Lower Muskogee Creek

Segell de la ciutat tribal de Tama

Els Lower Muskogee Creek són una tribu reconeguda estatalment de la nació Creek situada al Sud-oest de Geòrgia. Forma part de la Nació Creek situada a l'est del Mississipi. El cap principal (mico) és Vonnie McCormick i la tribu manté la Ciutat Tribal Tama en una petita reserva índia a Whigham (Geòrgia). El lideratge tribal ofereix classes regulars als membres i al públic per aprendre més sobre la cultura i la llengua muskogi.
El 27 gener de 1825 es va aprovar la Llei de Deportació Índia, demanant la deportació de totes les tribus ameríndies a Geòrgia. En els anys següents la majoria dels muskogee van ser reubicats a la força a Oklahoma. Els que es van quedar es van amagar a les zones pantanoses, menys desitjables; fugiren a Florida i es van unir a la tribu seminola; o es movien amb freqüència per evitar la captura. Les lleis que limitaven els drets dels creeks no van ser abolides oficialment fins a 1980.
Georgia adoptà una "Resolució reconeixent la Tribu Lower Muskogee Creek" en 16 de març de 1973. En part diu:
| « | "... ARA, PER TANT, ES RESOL PEL SENAT que aquest cos present reconeix la Tribu Índia Muskogee-Creek a l'Est del riu Mississippi en l'Estat de Geòrgia com una tribu de gent ... | » |

Les proclamacions que reconeixen els creeks com a tribu s'han fet pels recent governadors de Geòrgia incloent Jimmy Carter, Joe Frank Harris i Zell Miller.
La Comissió d'Assumptes Indis de Geòrgia es va formar per l'Ordre Executiva el 9 de maig de 1977. L'ordre estableix el nomenament dels membres de la Comissió, i es reconeix la Tribu Lower Muskogee Creek - Est del Mississippi, Inc com a entitat jurídica.
Al desembre de 1981, la BIA va negar el reconeixement federal a la tribu Lower Muskogee Creek com es va publicar en el Registre Federal, a causa de: "
1. Els membres són inestable i mostren grans fluctuacions en la grandària i composició,
2. Manca de dades històriques per a la majoria de les àrees geogràfiques i durant molts períodes, i la manca simultània de proves de continuïtat política,
3. La institució aparentment recent de les organitzacions "clan",
4. Manca de connexions històriques o associació entre les famílies que s'esperaria de l'històric caràcter tribal.

Les conclusions pel que fa a la limitada identificació històrica del grup com a amerindis i la manca d'ascendència creek provada per a una gran part dels membres del grup o no van ser considerades o van ser contestades mitjançant la reformulació dels arguments anteriors. Algunes de les conclusions de fet en si eren suficients per negar la condició tribal al grup però col·lectivament eren aclaparadorament contràries de l'afirmació que la LMC eren una tribu